# حسین مسافر
حسین مسافر، روستایی از توابع بخش جزینک شهرستان زهک در استان سیستان و بلوچستان ایران است.همچنین یکی از سکونت گاه های طایفه توتازهی است .

## جمعیت
این روستا در دهستان جزینک قرار دارد و براساس سرشماری مرکز آمار ایران در سال ۱۳۸۵، جمعیت آن ۱۵۰ نفر (۲۶خانوار) بوده‌است.